# SG 소넨호프 그로스아스파흐
SG 소넨호프 그로스아스파흐  (SG Sonnenhof Großaspach)는 독일의 축구 구단이다. 바덴뷔르템베르크주 아스파흐를 연고지로 하고 있으며, 현재 오버리가 바덴뷔르템베르크에 소속되어 있다.

## 선수 명단

### 현역
참고: FIFA 자격 규정에 따라 소속된 국가대표팀 국기를 표시합니다. 선수는 복수의 FIFA 비회원국 국적을 가지고 있을 수 있습니다.
| 번호 | 포지션 | 국적 | 이름                |
| ---- | ------ | ---- | ------------------- |
| 16   | MF     |      | 모하메드 디아카이트 |

| 번호 | 포지션 | 국적            | 이름                |
| ---- | ------ | --------------- | ------------------- |
| 22   | MF     | 도미니카 공화국 | 파비안 메시나       |
| 31   | GK     |                 | 루카스 브리첼마이어 |

## 역대 감독
| 감독        | 임기 |
| ----------- | ---- |
| 사샤 묄더스 | 2022 |